# オルタナティブ教育
オルタナティブ教育（オルタナティブきょういく、英: Alternative education）もしくは代替教育（だいたいきょういく）とは、「非伝統的な教育」や「教育選択肢」とも言い、主流または伝統とは異なる教授・学習方法を意味する。オルタナティブ教育の対象は幼児（園児）・児童・生徒であるが、本項では便宜上「生徒」と統一する。
オルタナティブ教育方法の多くは、主流・伝統的な教育とは根本的に異なる哲学に基づいて発展したものである。ヨーロッパのシュタイナー学校やアメリカのホームスクールに見られるような非常に強い政治的、学術的、宗教的または哲学的な方向性を持つものがある一方、アメリカのチャーター・スクールに代表されるような既存の教育手法に不満のある教師や生徒が集まって作りあげた学校もある。教育選択肢には、公立校、私立校、無認可校（営利・非営利）、ホームスクールなど多岐に渡っているが、大部分が少人数クラス、教師と生徒との近しい関係、コミュニティー意識の三点に重きを置いている。

## 定義
オルタナティブ教育(代替教育)とは、特に幼児教育から中等教育の期間において、従来とは異なる新しい運営制度、進級制度、教育科目などを指す。多くは国や地方自治体の法律によらない私立校であるが、国や地方自治体の法律で認められている学校にもオルタナティブ教育に含まれるものがある。
なお、世界的にはカナダのセパレート・スクール（公立）、アメリカ合衆国のチャーター・スクール、マグネット・スクール（小中高一貫校、イマージョン校、ギフテッド教育など）などがある。また、公立校でオルタナティブ校（特別支援教育など）という学校や、イギリスのパブリックスクール（名門進学校）を含むインデペンデント・スクール（私立）などはオルタナティブ教育を施す学校とされている。
ニューエイジの流れを汲むオルタナティブ教育の場合、従来とは著しく異なる哲学思想を持つことを意味する。教育手法に従事する者は、「生徒側の立場に立った」という意味をこめて、本当の（authentic）、全体的視野の（ホリスティック holistic）、進歩的な（Progressive）教育と表現することも多い。しかしこれらの言葉も異なる意味合いを持つことがあり、「オルタナティブ」に比べると意味が曖昧である。
オルタナティブ校（alternative school）という言葉は国あるいは経営者の意味するものによってニュアンスが大きく異なる。新手法を用いる前衛的な法律によらない無認可の学校や、エリート教育を施すものから、成績不振者や問題児のための学校など様々な形態を含む。詳しくはオルタナティブスクールの項目を参照。教育専門家は混乱を避けるために「オルタナティブ」という言葉を避け、非伝統的 （non-traditional）、非慣例的（non-conventional）、非標準的（non-standard）といった語句をまれに使うことがあるが、否定的なニュアンスや複数の意味を持つこともあり一貫していない。

## 日本におけるオルタナティブ教育
日本におけるオルタナティブ教育（代替教育）とは、学校教育法等の法的根拠を有さない非正規の教育機関とそこで実施される教育を意味する。具体的には、フリースクール、デモクラティック・スクール、サポート校、インターナショナル・スクールなどの無認可校、ホームスクーリング等をオルタナティブ教育と称する。
故に、学校教育法に定めのある一条校は、オルタナティブ教育たり得ない。また、私塾ではあっても、いわゆる学習塾/進学塾もオルタナティブ教育とは言わない。
日本のオルタナティブ教育はその中でも特に、
- 幼児教育及び学校教育における新しい教育思想（モンテッソーリ教育やシュタイナー教育やデモクラティック・スクール）
- 不登校児童生徒の救済のためのフリースクール、サポート校、ホームスクーリング

の上記二種類を示すことが多い。
日本においては、オルタナティブ教育だけでは正規の課程の卒業資格を認定されないので、上位校への入学資格を得る事は不可能。このため、通信制や定時制等による正規課程の履修を併用したり、文部科学省による卒業資格認定試験の受験が必要になる。

## 歴史
教育学者の間での論争は古くからあるが、「オルタナティブ（代替、選択）教育」と言うからには、オルタナティブ主義者が反対している何らかの一般的な概念が存在することを前提にしている。そのため「オルタナティブ教育」は、通常、教育の標準化が起こり初等・中等教育が義務となった19世紀の間に生じた考えで、古くとも18世紀以前に遡ることはない。
過去の批判者の多くも現代の批判者と同じく、若者の教育は既存の方法とは徹底的に異なるものであるべきだと主張していた。19世紀には、スイス人の人道主義者ヨハン・ハインリヒ・ペスタロッチ、アメリカ人の先駆論者ラルフ・ウォルド・エマーソン、ヘンリー・デイヴィッド・ソロー、アモス・ブロンソン・オルコット (Amos Bronson Alcott)、また教育進歩主義を作り上げたジョン・デューイやフランシス・ウェイランド・パーカー (Francis Wayland Parker)、そして教育界のパイオニアであるマリア・モンテッソーリやシュタイナー学校を設立したルドルフ・シュタイナーなどは皆「教育というものは成長する子どもの道徳観、感情面、身体面、精神面、スピリチュアルな面を磨く芸術とみなされるべきだ」と主張した。
一方、レフ・トルストイやフランセスク・フェレル・イ・グアルディア (Francesc Ferrer i Guàrdia) といったアナーキスト達は、「教育とは政治的自由を得て、宗教と分離し、階級差を取り除くものである」と強調した。
もう少し近代になってからは、ジョン・ホルト、エバレット・ライマー、イヴァン・イリイチ、ポール・グッドマン(Paul Goodman)、フレデリック・マイヤー、ジョージ・デンソン (George Dennison)といった社会評論家達が、教育というものを個人主義、アナキズム、自由意志論といった観点から考察し、慣例化している既存の教育法は若者の見識を型にはめることによって民主主義を堕落させていると非難している。同時に、教育理論革命がブルデューの再生産論、アルチュセールのイデオロギー国家装置論を機にして、フーコーの監獄の誕生におけるディシプリン権力批判が加わり、バジル・バーンステインの言語社会学、マーティン・カーノイ、ヘンリー・ジルー、さらにマイケル・アップルやゲオフ・ウィッティらの「教育知」・カリキュラム批判へと深化されたことが、オルターナティブ教育の動きに並走していたことを見逃してはならない。理論転換と実際教育の双方からの動きである。教育革命を起こしたパウロ・フレイレたちから、アメリカの教育者であるジョナサン・コゾルやハーバート・コール(Herbert Kohl)に至るまで、様々な者が左翼リベラルおよび急進的な政治観点から、西洋の主流教育法を批判した。

## 現代に見られるオルタナティブ形式
小学校、中等教育、高等教育のどのレベルにおいても色々な形でオルタナティブ教育が存在する。オルタナティブな教育手段は一般公立校における学校選択（学校内における別カリキュラム選択も含む）、オルタナティブ校と呼ばれる学校（公立または私立）への通学、インデペンデント・スクールなど私立校への通学、あるいは在宅教育を中心としたホームスクールの4つに分かれる。この4つは、運営や方法論の特徴によってさらに細かく分けることができる。

### 学校選択

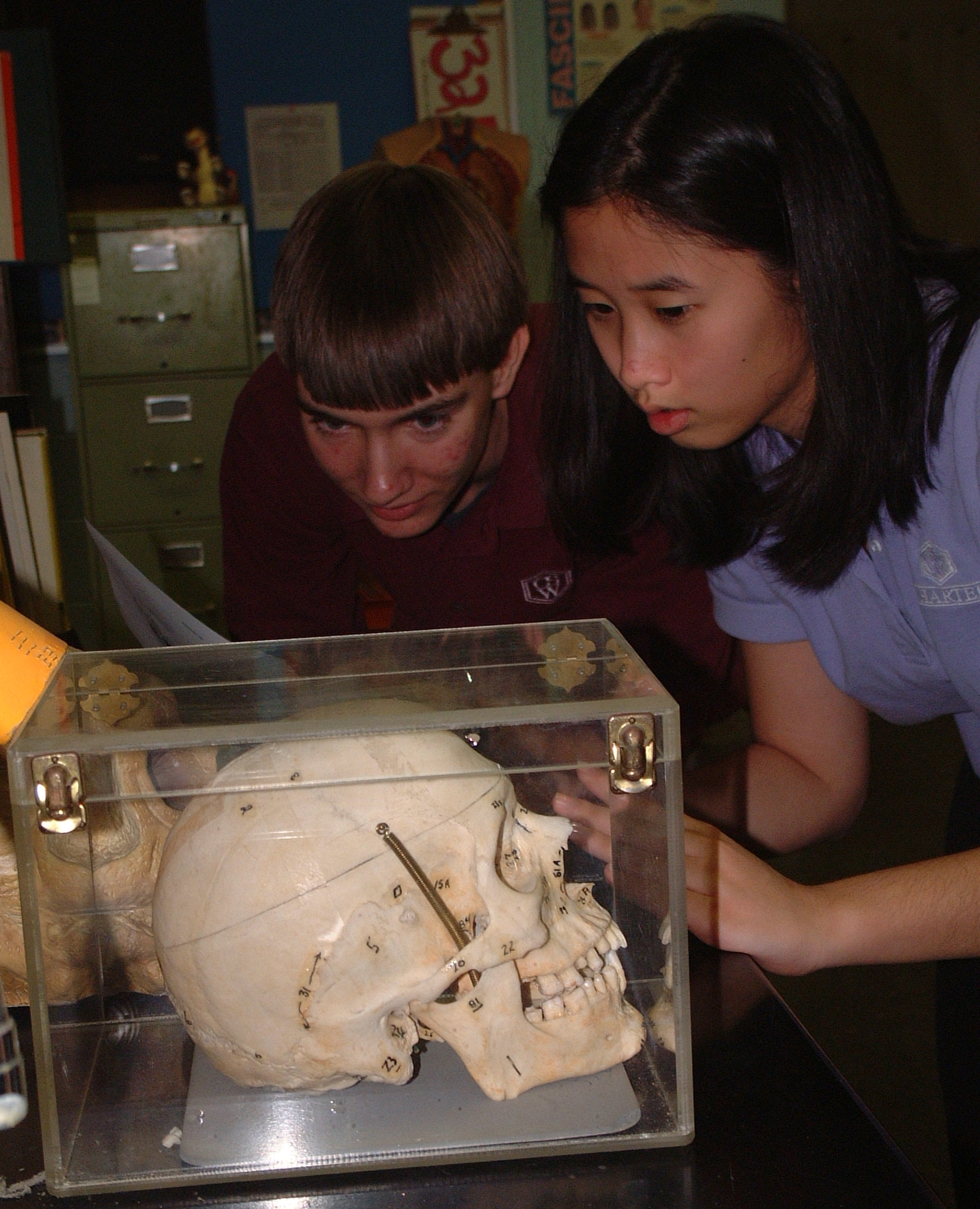
理数系チャーター・スクールの生徒

公立学校において選択が可能なものは、まったく別の学校、別のクラス、他とは異なる特別な学習計画、あるいは半独立した形の「学校内に存在するもう一つの学校」などである。公立校の選択権利はコミュニティにおける生徒全員にあるが、不合格や空席待ちとなるケースもある。公立校の選択には、州の財政援助と私営の率先権を混合して創立されたチャーター・スクールと、舞台芸術やテクノロジーなどの特化プログラムを持つマグネット・スクールも含まれる。

### オルタナティブ校
教育用語での「オルタナティブ校」(alternative school) とは、公立や私立にかかわらず、とくに初等・中等教育において、慣例に従ってきた学校に比べて柔軟性のある学習計画をもつ学校を意味する。
イギリス英語圏においては、本来のオルタナティブの意味（従来と異なるという意）のまま、パブリックスクールというエリートのための私立校も含む。イギリスには2003年の時点で約70校のオルタナティブ校が存在している。アメリカのオルタナティブ校には数多くの公立校があるが、イギリスではオルタナティブ校への公的援助金がないため、私立校で納付金を払うのが普通である。
一方、アメリカでは1970年代にオルタナティブ校が設立されたが、21世紀現在アメリカ英語圏ではマサチューセッツ州の定義にあるように、成績や素行の悪さによる落ちこぼれ、中退の危機にある(at-risk) 児童・生徒・学生（以下 便宜上「生徒」と統一する）のための学校を示すことが多い。特別支援教育校やマグネット・スクールを指す場合もあり、「特別な支援を必要とする子供に別の手を差し伸べる教育」という意味合いを持つ。また、ニューエイジ思想においては「近代教育学を超える新しい啓蒙思想に基づき、子ども達をあるがままに愛する学校」こそがオルタナティブ校だとされる。

### 庶民のための教育
庶民のための教育 (popular education) は19世紀の民衆運動、アンドラゴギー（成人に特定した教育）、民衆啓蒙運動から発展した歴史がある。その活動は20世紀を通して続き、スカンジナビア諸国ではフォルケホイスコーレ(Folk High School) 
、フランスでは民衆大学が生まれた。

### インデペンデント・スクール
日本語の独立学校という言葉は「経営独立や障害者の独立のためという独立支援の学校という意味に取られることが多いが、インデペンデント・スクールとは、「（運営方針や財政の面で）独立している学校」を指す。

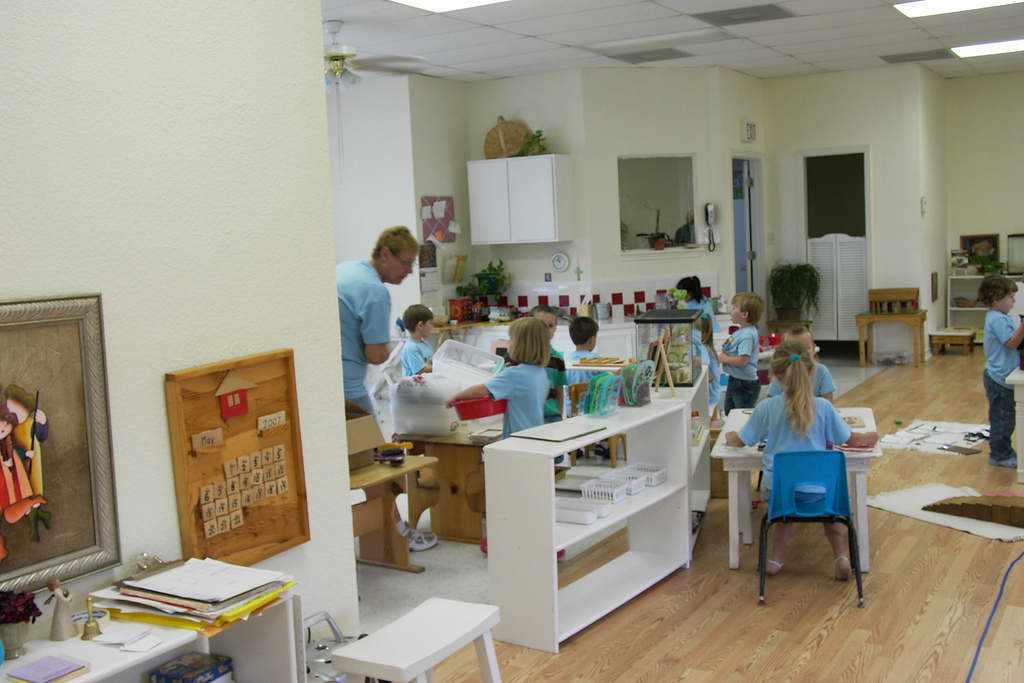
各自が自由に学習するモンテッソーリの教室

私立校の一種であるインデペンデント・スクールは、自由度が高く、他校に比べて教職員の選択や教育への取り組みに柔軟性がある。最も数の多いタイプは、モンテッソーリ・スクール、ヴァルドルフ・スクール（シュタイナー学校とも言う）、キリスト友会いわゆるクエーカー精神に則った学校（フレンズ・スクール Friends School）、の三種類である。他にも、デモクラティック・スクール (Democratic School)、ドイツ生まれで間もなくイギリスに移ったサマーヒル・スクールやイギリスのサンズ・スクール(Sands School)、アメリカのサドベリー・バレー・スクール、またクリシュナムルティ・スクール、オープン・クラスルーム指導法の学校、体験教育に基づいた学校、国際バカロレア資格やラウンドスクエアなど国際的な基準を持つカリキュラムを持つ学校などがある。大昔からインデペンデント・スクールとみなされてきた教育形態のうち、特にモンテッソーリとシュタイナーは、現在では私立のみならず州立や公立としても存在する。インデペンデント・スクールは最低でも学費の一部をカバーする奨学金制度を設けているところが多い。

### ホームスクール
教育、哲学あるいは宗教的な理由で、一般的な学校とは異なる教育内容を求めて、各家庭の保護者がイニシアチブを持ち、自宅をベースにした教育形態（ホームスクール）を選ぶ家庭がある。近隣にオルタナティブ教育機関がない、私立校へ通う金銭的余裕がないといった消極的な理由で選択するケースもある。
ホームスクール形式のうち、カリキュラムを持たず、子どもの興味に基づいて教育に取り組む者達は、自身の教育スタイルをアンスクーリング（ナチュラル・ラーニング）と呼ぶ。一方でホームスクールのカリキュラムやサービスを提供するアンブレラ・スクールに所属する家庭もある。通学して来る生徒以外にホームスクールの生徒を対象にしたプログラムを持ち、アンブレラ・スクールとしての機能する私立校、公立校もある。
21世紀現在のホームスクールは、ホームスクールの一般的なイメージである全課程・全時間を自宅で親子がこなす完全な在宅教育のほかに、親が子どもの教育内容をほぼ完全に掌握し自宅が「教育本部」でこそすれ半分あるいは大部分の時間を戸外の教育機関で過ごすケースも多々ある。そのためホームスクールは実質的には在宅教育と言うよりも自宅ベース教育(Home-based education)と言う方が正確である。

### その他
オルタナティブ教育には境界線がはっきりしない部分がある。たとえば、ホームスクールの家庭の中には、複数家庭や意思を同じくする者達が集まって共同グループ(Co-op)や教育センターを設立し、平日の毎日あるいは週何日かそこへ通う形を取っているが、それでも自身の教育形態をホームスクール（在宅教育）とみなすことが多い。アメリカのいくつかの州では学区がホームスクール向けの学習計画やカウンセラーを用意し、参加する家庭はホームスクールと称す。しかし書類上あるいは財政上ではその学区に入学したとみなされ、学校の教材、資料、施設などを利用することができる。また多くの一般校が、かつてはオルタナティブ教育校だけでしか使われなかった手法を導入しており、オルタナティブ教育と主流な一般教育との境目がますます曖昧になってきている。
大韓民国では、もっぱら代案教育（だいあんきょういく、朝: 대안 교육 / 대안교육）と呼ばれており、オルタナティブ教育を施す教育機関を代案学校（だいあんがっこう、朝: 대안학교）と呼ぶ。